# Mannschaftsaufstellungen der Schacholympiade der Frauen 2002
Die Tabellen nennen die Aufstellung der Mannschaften bei der Schacholympiade der Frauen 2002 in Bled. Es beteiligten sich 90 Mannschaften, darunter neben der A-Mannschaft zwei weitere Mannschaften des Gastgeberlandes. Sie absolvierten ein Turnier über 14 Runden im Schweizer System. Zu jedem Team gehörten drei Spielerinnen und maximal eine Ersatzspielerin. Für die Platzierung der Mannschaften waren die Brettpunkte vor der Buchholz-Wertung und den Mannschaftspunkten maßgeblich. 

## Mannschaften

### 1. China
| Platz | Land                | G  | R | V | Brettp. | Mannschaftsp. |
| ----- | ------------------- | -- | - | - | ------- | ------------- |
| 1     | Volksrepublik China | 10 | 2 | 2 | 29,5    | 22            |
| Brett | Spielerin           | G  | R | V | Punkte  | Partien       |
| 1     | Zhu Chen            | 05 | 4 | 3 | 7       | 12            |
| 2     | Xu Yuhua            | 06 | 3 | 2 | 7,5     | 11            |
| 3     | Wang Pin            | 02 | 4 | 1 | 4       | 7             |
| R     | Zhao Xue            | 11 | 0 | 1 | 11      | 12            |

### 2. Russland
| Platz | Land                    | G  | R | V | Brettp. | Mannschaftsp. |
| ----- | ----------------------- | -- | - | - | ------- | ------------- |
| 2     | Russland                | 10 | 3 | 1 | 29      | 23            |
| Brett | Spielerin               | G  | R | V | Punkte  | Partien       |
| 1     | Jekaterina Kowalewskaja | 01 | 4 | 3 | 3       | 8             |
| 2     | Swetlana Matwejewa      | 06 | 4 | 1 | 8       | 11            |
| 3     | Alexandra Kostenjuk     | 04 | 6 | 1 | 7       | 11            |
| R     | Tatjana Kossinzewa      | 10 | 2 | 0 | 11      | 12            |

### 3. Polen
| Platz | Land               | G  | R | V | Brettp. | Mannschaftsp. |
| ----- | ------------------ | -- | - | - | ------- | ------------- |
| 3     | Polen              | 08 | 4 | 2 | 28      | 20            |
| Brett | Spielerin          | G  | R | V | Punkte  | Partien       |
| 1     | Iweta Radziewicz   | 05 | 6 | 2 | 8       | 13            |
| 2     | Joanna Dworakowska | 07 | 2 | 3 | 8       | 12            |
| 3     | Monika Soćko       | 10 | 1 | 2 | 10,5    | 13            |
| R     | Beata Kądziołka    | 01 | 1 | 2 | 1,5     | 4             |

### 4. Georgien
| Platz | Land                    | G | R | V | Brettp. | Mannschaftsp. |
| ----- | ----------------------- | - | - | - | ------- | ------------- |
| 4     | Georgien                | 8 | 1 | 5 | 27,5    | 17            |
| Brett | Spielerin               | G | R | V | Punkte  | Partien       |
| 1     | Maia Tschiburdanidse    | 5 | 6 | 0 | 8       | 11            |
| 2     | Nana Iosseliani         | 5 | 4 | 2 | 7       | 11            |
| 3     | Nino Churzidse          | 4 | 3 | 3 | 5,5     | 10            |
| R     | Ketewan Arachamia-Grant | 6 | 2 | 2 | 7       | 10            |

### 5. Ungarn
| Platz | Land            | G | R | V | Brettp. | Mannschaftsp. |
| ----- | --------------- | - | - | - | ------- | ------------- |
| 5     | Ungarn          | 8 | 3 | 3 | 25,5    | 19            |
| Brett | Spielerin       | G | R | V | Punkte  | Partien       |
| 1     | Szidónia Vajda  | 4 | 6 | 3 | 7       | 13            |
| 2     | Jelena Dembo    | 3 | 5 | 2 | 5,5     | 10            |
| 3     | Nikoletta Lakos | 4 | 4 | 1 | 6       | 9             |
| R     | Anita Gara      | 6 | 2 | 2 | 7       | 10            |

### 6. Ukraine
| Platz | Land                  | G | R | V | Brettp. | Mannschaftsp. |
| ----- | --------------------- | - | - | - | ------- | ------------- |
| 6     | Ukraine               | 7 | 4 | 3 | 25,5    | 18            |
| Brett | Spielerin             | G | R | V | Punkte  | Partien       |
| 1     | Natalja Schukowa      | 3 | 5 | 3 | 5,5     | 11            |
| 2     | Tetjana Wassylewytsch | 5 | 6 | 1 | 8       | 12            |
| 3     | Anna Zatonskih        | 2 | 3 | 2 | 3,5     | 7             |
| R     | Inna Gaponenko        | 7 | 3 | 2 | 8,5     | 12            |

### 7. Jugoslawien
| Platz | Land                | G | R | V | Brettp. | Mannschaftsp. |
| ----- | ------------------- | - | - | - | ------- | ------------- |
| 7     | BR Jugoslawien      | 8 | 4 | 2 | 25,5    | 20            |
| Brett | Spielerin           | G | R | V | Punkte  | Partien       |
| 1     | Nataša Bojković     | 5 | 5 | 3 | 7,5     | 13            |
| 2     | Swetlana Prudnikowa | 6 | 7 | 0 | 9,5     | 13            |
| 3     | Irina Čeluškina     | 3 | 1 | 4 | 3,5     | 8             |
| R     | Ana Benderać        | 4 | 2 | 2 | 5       | 8             |

### 8. Aserbaidschan
| Platz | Land                | G | R | V | Brettp. | Mannschaftsp. |
| ----- | ------------------- | - | - | - | ------- | ------------- |
| 8     | Aserbaidschan       | 9 | 2 | 3 | 25,5    | 20            |
| Brett | Spielerin           | G | R | V | Punkte  | Partien       |
| 1     | Firuza Velikhanli   | 6 | 3 | 5 | 7,5     | 14            |
| 2     | Mehriban Shukurova  | 5 | 4 | 4 | 7       | 13            |
| 3     | Zeinab Məmmədyarova | 9 | 2 | 2 | 10      | 13            |
| R     | Türkân Məmmədyarova | 0 | 2 | 0 | 1       | 2             |

### 9. USA
| Platz | Land                          | G | R | V | Brettp. | Mannschaftsp. |
| ----- | ----------------------------- | - | - | - | ------- | ------------- |
| 9     | Vereinigte Staaten            | 9 | 1 | 4 | 25      | 19            |
| Brett | Spielerin                     | G | R | V | Punkte  | Partien       |
| 1     | Irina Krush                   | 5 | 8 | 0 | 9       | 13            |
| 2     | Camilla Baginskaite           | 4 | 3 | 4 | 5,5     | 11            |
| 3     | Jennifer Shahade              | 6 | 0 | 5 | 6       | 11            |
| R     | Elena Donaldson-Akhmilovskaya | 3 | 3 | 1 | 4,5     | 7             |

### 10. Tschechien
| Platz | Land             | G | R | V | Brettp. | Mannschaftsp. |
| ----- | ---------------- | - | - | - | ------- | ------------- |
| 10    | Tschechien       | 7 | 3 | 4 | 25      | 17            |
| Brett | Spielerin        | G | R | V | Punkte  | Partien       |
| 1     | Jana Jacková     | 4 | 4 | 3 | 6       | 11            |
| 2     | Petra Krupková   | 3 | 6 | 1 | 6       | 10            |
| 3     | Olga Sikorová    | 6 | 2 | 3 | 7       | 11            |
| R     | Lenka Ptáčníková | 4 | 4 | 2 | 6       | 10            |

### 11. Bulgarien
| Platz | Land                | G | R | V | Brettp. | Mannschaftsp. |
| ----- | ------------------- | - | - | - | ------- | ------------- |
| 11    | Bulgarien           | 8 | 2 | 4 | 24,5    | 18            |
| Brett | Spielerin           | G | R | V | Punkte  | Partien       |
| 1     | Antoaneta Stefanowa | 2 | 8 | 0 | 6       | 10            |
| 2     | Silvia Aleksieva    | 4 | 4 | 3 | 6       | 11            |
| 3     | Margarita Wojska    | 5 | 5 | 2 | 7,5     | 12            |
| R     | Marija Weltschewa   | 3 | 4 | 2 | 5       | 9             |

### 12. Vietnam
| Platz | Land                | G | R | V | Brettp. | Mannschaftsp. |
| ----- | ------------------- | - | - | - | ------- | ------------- |
| 12    | Vietnam             | 7 | 4 | 3 | 24,5    | 18            |
| Brett | Spielerin           | G | R | V | Punkte  | Partien       |
| 1     | Hoàng Thanh Trang   | 6 | 5 | 0 | 8,5     | 11            |
| 2     | Lê Kiều Thiên Kim   | 3 | 4 | 5 | 5       | 12            |
| 3     | Nguyễn Thị Thanh An | 5 | 6 | 2 | 8       | 13            |
| R     | Lê Thị Phương Liên  | 3 | 0 | 3 | 3       | 6             |

### 13. Israel
| Platz | Land                 | G | R | V | Brettp. | Mannschaftsp. |
| ----- | -------------------- | - | - | - | ------- | ------------- |
| 13    | Israel               | 7 | 3 | 4 | 24,5    | 17            |
| Brett | Spielerin            | G | R | V | Punkte  | Partien       |
| 1     | Masha Klinova        | 5 | 6 | 2 | 8       | 13            |
| 2     | Angela Borsuk        | 6 | 5 | 3 | 8,5     | 14            |
| 3     | Tatjana Satulowskaja | 1 | 1 | 2 | 1,5     | 4             |
| R     | Irina Botvinnik      | 6 | 1 | 4 | 6,5     | 11            |

### 14. Rumänien
| Platz | Land                   | G | R | V | Brettp. | Mannschaftsp. |
| ----- | ---------------------- | - | - | - | ------- | ------------- |
| 14    | Rumänien               | 6 | 5 | 3 | 24      | 17            |
| Brett | Spielerin              | G | R | V | Punkte  | Partien       |
| 1     | Corina-Isabela Peptan  | 5 | 4 | 3 | 7       | 12            |
| 2     | Cristina-Adela Foișor  | 6 | 4 | 2 | 8       | 12            |
| 3     | Gabriela Olărașu       | 2 | 6 | 2 | 5       | 10            |
| R     | Ana-Cristina Calotescu | 3 | 2 | 3 | 4       | 8             |

### 15. Armenien
| Platz | Land              | G | R | V | Brettp. | Mannschaftsp. |
| ----- | ----------------- | - | - | - | ------- | ------------- |
| 15    | Armenien          | 7 | 3 | 4 | 24      | 17            |
| Brett | Spielerin         | G | R | V | Punkte  | Partien       |
| 1     | Elina Danieljan   | 6 | 2 | 4 | 7       | 12            |
| 2     | Lilit Mkrttschjan | 5 | 6 | 1 | 8       | 12            |
| 3     | Goar Hlgatian     | 2 | 1 | 4 | 2,5     | 7             |
| R     | Lilit Galojan     | 5 | 3 | 3 | 6,5     | 11            |

### 16. Deutschland
| Platz | Land                      | G | R | V | Brettp. | Mannschaftsp. |
| ----- | ------------------------- | - | - | - | ------- | ------------- |
| 16    | Deutschland               | 6 | 5 | 3 | 24      | 17            |
| Brett | Spielerin                 | G | R | V | Punkte  | Partien       |
| 1     | Ketino Kachiani-Gersinska | 5 | 7 | 1 | 8,5     | 13            |
| 2     | Elisabeth Pähtz           | 4 | 6 | 2 | 7       | 12            |
| 3     | Jordanka Micic            | 2 | 3 | 2 | 3,5     | 7             |
| R     | Ekaterina Borulya         | 2 | 6 | 2 | 5       | 10            |

### 17. Slowakei
| Platz | Land              | G | R | V | Brettp. | Mannschaftsp. |
| ----- | ----------------- | - | - | - | ------- | ------------- |
| 17    | Slowakei          | 7 | 1 | 6 | 24      | 15            |
| Brett | Spielerin         | G | R | V | Punkte  | Partien       |
| 1     | Regina Pokorná    | 3 | 7 | 3 | 6,5     | 13            |
| 2     | Zuzana Hagarová   | 6 | 7 | 1 | 9,5     | 14            |
| 3     | Alena Mrvová      | 4 | 1 | 3 | 4,5     | 8             |
| R     | Andrea Cigániková | 2 | 3 | 2 | 3,5     | 7             |

### 18. England
| Platz | Land             | G | R | V | Brettp. | Mannschaftsp. |
| ----- | ---------------- | - | - | - | ------- | ------------- |
| 18    | England          | 7 | 2 | 5 | 24      | 16            |
| Brett | Spielerin        | G | R | V | Punkte  | Partien       |
| 1     | Harriet Hunt     | 5 | 5 | 3 | 7,5     | 13            |
| 2     | Jovanka Houska   | 7 | 4 | 2 | 9       | 13            |
| 3     | Heather Richards | 3 | 4 | 2 | 5       | 9             |
| R     | Ruth Sheldon     | 2 | 1 | 4 | 2,5     | 7             |

### 19. Indien
| Platz | Land                     | G | R | V | Brettp. | Mannschaftsp. |
| ----- | ------------------------ | - | - | - | ------- | ------------- |
| 19    | Indien                   | 6 | 3 | 5 | 23,5    | 15            |
| Brett | Spielerin                | G | R | V | Punkte  | Partien       |
| 1     | Subbaraman Vijayalakshmi | 7 | 5 | 1 | 9,5     | 13            |
| 2     | Subbaraman Meenakshi     | 2 | 3 | 3 | 3,5     | 8             |
| 3     | Aarthie Ramaswamy        | 4 | 4 | 4 | 6       | 12            |
| R     | Swati Ghate              | 3 | 3 | 3 | 4,5     | 9             |

### 20. Niederlande
| Platz | Land             | G | R | V | Brettp. | Mannschaftsp. |
| ----- | ---------------- | - | - | - | ------- | ------------- |
| 20    | Niederlande      | 6 | 3 | 5 | 23,5    | 15            |
| Brett | Spielerin        | G | R | V | Punkte  | Partien       |
| 1     | Peng Zhaoqin     | 6 | 2 | 3 | 7       | 11            |
| 2     | Tea Lanchava     | 4 | 3 | 4 | 5,5     | 11            |
| 3     | Petra Schuurman  | 6 | 2 | 4 | 7       | 12            |
| R     | Desiree Hamelink | 3 | 2 | 3 | 4       | 8             |

### 21. Iran
| Platz | Land                 | G | R | V | Brettp. | Mannschaftsp. |
| ----- | -------------------- | - | - | - | ------- | ------------- |
| 21    | Iran                 | 6 | 5 | 3 | 23,5    | 17            |
| Brett | Spielerin            | G | R | V | Punkte  | Partien       |
| 1     | Atousa Pourkashiyan  | 5 | 6 | 2 | 8       | 13            |
| 2     | Shadi Paridar        | 7 | 4 | 2 | 9       | 13            |
| 3     | Shayesteh Ghaderpour | 1 | 1 | 5 | 1,5     | 7             |
| R     | Mahini Mona Salman   | 4 | 2 | 3 | 5       | 9             |

### 22. Turkmenistan
| Platz | Land             | G | R | V | Brettp. | Mannschaftsp. |
| ----- | ---------------- | - | - | - | ------- | ------------- |
| 22    | Turkmenistan     | 7 | 2 | 5 | 23,5    | 16            |
| Brett | Spielerin        | G | R | V | Punkte  | Partien       |
| 1     | Mähri Geldiýewa  | 8 | 3 | 3 | 9,5     | 14            |
| 2     | Maisa Ovezova    | 7 | 3 | 4 | 8,5     | 14            |
| 3     | Bakhar Khallaeva | 2 | 7 | 5 | 5,5     | 14            |

Die Ersatzspielerin Halbagt Reimova wurde im Turnierverlauf nicht eingesetzt.

### 23. Griechenland
| Platz | Land                 | G | R | V | Brettp. | Mannschaftsp. |
| ----- | -------------------- | - | - | - | ------- | ------------- |
| 23    | Griechenland         | 6 | 3 | 5 | 23      | 15            |
| Brett | Spielerin            | G | R | V | Punkte  | Partien       |
| 1     | Anna-Maria Botsari   | 7 | 3 | 3 | 8,5     | 13            |
| 2     | Marina Makropoulou   | 4 | 3 | 6 | 5,5     | 13            |
| 3     | Ekaterini Fakhiridou | 4 | 1 | 3 | 4,5     | 8             |
| R     | Maria Kouvatsou      | 4 | 1 | 3 | 4,5     | 8             |

### 24. Frankreich
| Platz | Land                  | G | R | V | Brettp. | Mannschaftsp. |
| ----- | --------------------- | - | - | - | ------- | ------------- |
| 24    | Frankreich            | 6 | 5 | 3 | 23      | 17            |
| Brett | Spielerin             | G | R | V | Punkte  | Partien       |
| 1     | Almira Scripcenco     | 7 | 3 | 3 | 8,5     | 13            |
| 2     | Marie Sebag           | 5 | 2 | 4 | 6       | 11            |
| 3     | Maria Nepeina-Leconte | 4 | 3 | 4 | 5,5     | 11            |
| R     | Roza Lallemand        | 1 | 4 | 2 | 3       | 7             |

### 25. Kroatien
| Platz | Land                  | G | R | V | Brettp. | Mannschaftsp. |
| ----- | --------------------- | - | - | - | ------- | ------------- |
| 25    | Kroatien              | 5 | 5 | 4 | 23      | 15            |
| Brett | Spielerin             | G | R | V | Punkte  | Partien       |
| 1     | Mirjana Medić         | 4 | 4 | 5 | 6       | 13            |
| 2     | Vlasta Maček          | 4 | 4 | 4 | 6       | 12            |
| 3     | Mara Jelica           | 5 | 5 | 1 | 7,5     | 11            |
| R     | Snježana Bažaj-Bočkai | 2 | 3 | 1 | 3,5     | 6             |

### 26. Argentinien
| Platz | Land               | G | R | V | Brettp. | Mannschaftsp. |
| ----- | ------------------ | - | - | - | ------- | ------------- |
| 26    | Argentinien        | 6 | 3 | 5 | 23      | 15            |
| Brett | Spielerin          | G | R | V | Punkte  | Partien       |
| 1     | Carolina Luján     | 7 | 3 | 3 | 8,5     | 13            |
| 2     | Liliana Burijovich | 3 | 5 | 2 | 5,5     | 10            |
| 3     | Marisa Zuriel      | 4 | 5 | 2 | 6,5     | 11            |
| R     | Anahi Meza         | 1 | 3 | 4 | 2,5     | 8             |

### 27. Spanien
| Platz | Land                      | G | R | V | Brettp. | Mannschaftsp. |
| ----- | ------------------------- | - | - | - | ------- | ------------- |
| 27    | Spanien                   | 8 | 1 | 5 | 23      | 17            |
| Brett | Spielerin                 | G | R | V | Punkte  | Partien       |
| 1     | Mónica Calzetta Ruiz      | 4 | 2 | 5 | 5       | 11            |
| 2     | Yudania Hernández Estévez | 2 | 3 | 5 | 3,5     | 10            |
| 3     | Patricia Llaneza Vega     | 7 | 4 | 1 | 9       | 12            |
| R     | Silvia Timón Piote        | 4 | 3 | 2 | 5,5     | 9             |

### 28. Schweden
| Platz | Land               | G | R | V | Brettp. | Mannschaftsp. |
| ----- | ------------------ | - | - | - | ------- | ------------- |
| 28    | Schweden           | 5 | 3 | 6 | 23      | 13            |
| Brett | Spielerin          | G | R | V | Punkte  | Partien       |
| 1     | Swetlana Agrest    | 4 | 5 | 3 | 6,5     | 12            |
| 2     | Viktoria Johansson | 4 | 1 | 5 | 4,5     | 10            |
| 3     | Christin Andersson | 5 | 2 | 3 | 6       | 10            |
| R     | Eva Jiretorn       | 5 | 2 | 3 | 6       | 10            |

### 29. Kasachstan
| Platz | Land              | G | R | V | Brettp. | Mannschaftsp. |
| ----- | ----------------- | - | - | - | ------- | ------------- |
| 29    | Kasachstan        | 7 | 2 | 5 | 22,5    | 16            |
| Brett | Spielerin         | G | R | V | Punkte  | Partien       |
| 1     | Mariya Sergeyeva  | 6 | 3 | 5 | 7,5     | 14            |
| 2     | Sofya Zigangirova | 4 | 5 | 5 | 6,5     | 14            |
| 3     | Dana Aketayeva    | 8 | 1 | 5 | 8,5     | 14            |

### 30. Kuba
| Platz | Land                    | G | R | V | Brettp. | Mannschaftsp. |
| ----- | ----------------------- | - | - | - | ------- | ------------- |
| 30    | Kuba                    | 5 | 5 | 4 | 22,5    | 15            |
| Brett | Spielerin               | G | R | V | Punkte  | Partien       |
| 1     | Maritza Arribas Robaina | 5 | 5 | 1 | 7,5     | 11            |
| 2     | Sulennis Pina Vega      | 3 | 4 | 4 | 5       | 11            |
| 3     | Zirka Frometa           | 3 | 2 | 5 | 4       | 10            |
| R     | Vivian Ramón Pita       | 5 | 2 | 3 | 6       | 10            |

### 31. Weißrussland
| Platz | Land                | G | R | V | Brettp. | Mannschaftsp. |
| ----- | ------------------- | - | - | - | ------- | ------------- |
| 31    | Belarus             | 6 | 3 | 5 | 22,5    | 15            |
| Brett | Spielerin           | G | R | V | Punkte  | Partien       |
| 1     | Henrietta Lagwilawa | 3 | 6 | 2 | 6       | 11            |
| 2     | Irina Tetenkina     | 3 | 5 | 3 | 5,5     | 11            |
| 3     | Natalija Popova     | 5 | 4 | 3 | 7       | 12            |
| R     | Anna Scharewitsch   | 3 | 2 | 3 | 4       | 8             |

### 32. Moldawien
| Platz | Land                | G | R | V | Brettp. | Mannschaftsp. |
| ----- | ------------------- | - | - | - | ------- | ------------- |
| 32    | Moldawien           | 7 | 1 | 6 | 22,5    | 15            |
| Brett | Spielerin           | G | R | V | Punkte  | Partien       |
| 1     | Svetlana Petrenko   | 6 | 3 | 3 | 7,5     | 12            |
| 2     | Marina Sheremetieva | 3 | 3 | 5 | 4,5     | 11            |
| 3     | Elena Pîrțac        | 3 | 3 | 4 | 4,5     | 10            |
| R     | Naira Agababean     | 5 | 2 | 2 | 6       | 9             |

### 33. Mongolei
| Platz | Land                       | G | R | V | Brettp. | Mannschaftsp. |
| ----- | -------------------------- | - | - | - | ------- | ------------- |
| 33    | Mongolei                   | 6 | 2 | 6 | 22,5    | 14            |
| Brett | Spielerin                  | G | R | V | Punkte  | Partien       |
| 1     | Bajanmönchiin Anchtschimeg | 3 | 5 | 5 | 5,5     | 13            |
| 2     | Batchujagiin Möngöntuul    | 5 | 4 | 4 | 7       | 13            |
| 3     | Batchimeg Tuvshintugs      | 5 | 4 | 1 | 7       | 10            |
| R     | Dulamsuren Yanjindulam     | 3 | 0 | 3 | 3       | 6             |

### 34. Litauen
| Platz | Land                 | G | R | V | Brettp. | Mannschaftsp. |
| ----- | -------------------- | - | - | - | ------- | ------------- |
| 34    | Litauen              | 6 | 5 | 3 | 22,5    | 17            |
| Brett | Spielerin            | G | R | V | Punkte  | Partien       |
| 1     | Renata Turauskienė   | 3 | 5 | 3 | 5,5     | 11            |
| 2     | Živilė Šarakauskienė | 3 | 3 | 4 | 4,5     | 10            |
| 3     | Rita Varnienė        | 4 | 3 | 3 | 5,5     | 10            |
| R     | Salomėja Zaksaitė    | 5 | 4 | 2 | 7       | 11            |

### 35. Australien
| Platz | Land                 | G | R | V | Brettp. | Mannschaftsp. |
| ----- | -------------------- | - | - | - | ------- | ------------- |
| 35    | Australien           | 8 | 1 | 5 | 22,5    | 17            |
| Brett | Spielerin            | G | R | V | Punkte  | Partien       |
| 1     | Irina Berezina       | 4 | 4 | 3 | 6       | 11            |
| 2     | Ngan Phan-Koshnitsky | 4 | 3 | 4 | 5,5     | 11            |
| 3     | Biljana Dekic        | 2 | 6 | 1 | 5       | 9             |
| R     | Laura Moylan         | 5 | 2 | 4 | 6       | 11            |

### 36. Usbekistan
| Platz | Land              | G | R | V | Brettp. | Mannschaftsp. |
| ----- | ----------------- | - | - | - | ------- | ------------- |
| 36    | Usbekistan        | 7 | 2 | 5 | 22      | 16            |
| Brett | Spielerin         | G | R | V | Punkte  | Partien       |
| 1     | Olga Son          | 3 | 1 | 6 | 3,5     | 10            |
| 2     | Iroda Hamrakulova | 5 | 3 | 4 | 6,5     | 12            |
| 3     | Angela Khegai     | 5 | 1 | 6 | 5,5     | 12            |
| R     | Olga Sabirova     | 6 | 1 | 1 | 6,5     | 8             |

### 37. Schweiz
| Platz | Land            | G | R | V | Brettp. | Mannschaftsp. |
| ----- | --------------- | - | - | - | ------- | ------------- |
| 37    | Schweiz         | 7 | 3 | 4 | 22      | 17            |
| Brett | Spielerin       | G | R | V | Punkte  | Partien       |
| 1     | Barbara Hund    | 3 | 7 | 3 | 6,5     | 13            |
| 2     | Gundula Heinatz | 3 | 5 | 4 | 5,5     | 12            |
| 3     | Monika Seps     | 5 | 4 | 2 | 7       | 11            |
| R     | Ruth Bohrer     | 2 | 2 | 2 | 3       | 6             |

### 38. Slowenien
| Platz | Land         | G | R | V | Brettp. | Mannschaftsp. |
| ----- | ------------ | - | - | - | ------- | ------------- |
| 38    | Slowenien    | 6 | 3 | 5 | 22      | 15            |
| Brett | Spielerin    | G | R | V | Punkte  | Partien       |
| 1     | Jana Krivec  | 3 | 5 | 5 | 5,5     | 13            |
| 2     | Anita Ličina | 0 | 1 | 3 | 0,5     | 4             |
| 3     | Darja Kapš   | 7 | 2 | 4 | 8       | 13            |
| R     | Ana Srebrnič | 7 | 2 | 3 | 8       | 12            |

### 39. Bosnien und Herzegowina
| Platz | Land                    | G | R | V | Brettp. | Mannschaftsp. |
| ----- | ----------------------- | - | - | - | ------- | ------------- |
| 39    | Bosnien und Herzegowina | 7 | 1 | 6 | 21,5    | 15            |
| Brett | Spielerin               | G | R | V | Punkte  | Partien       |
| 1     | Elena Borić             | 4 | 4 | 4 | 6       | 12            |
| 2     | Dijana Dengler          | 3 | 2 | 4 | 4       | 9             |
| 3     | Aleksandra Dimovska     | 6 | 3 | 4 | 7,5     | 13            |
| R     | Jelena Ivanović         | 2 | 4 | 2 | 4       | 8             |

### 40. Ecuador
| Platz | Land                  | G | R | V | Brettp. | Mannschaftsp. |
| ----- | --------------------- | - | - | - | ------- | ------------- |
| 40    | Ecuador               | 7 | 2 | 5 | 21,5    | 16            |
| Brett | Spielerin             | G | R | V | Punkte  | Partien       |
| 1     | Martha Fierro         | 5 | 3 | 6 | 6,5     | 14            |
| 2     | Rocio Vasquez Ramirez | 6 | 2 | 6 | 7       | 14            |
| 3     | Evelyn Moncayo Romero | 6 | 4 | 4 | 8       | 14            |

### 41. Bangladesch
| Platz | Land                  | G | R | V | Brettp. | Mannschaftsp. |
| ----- | --------------------- | - | - | - | ------- | ------------- |
| 41    | Bangladesch           | 4 | 5 | 5 | 21,5    | 13            |
| Brett | Spielerin             | G | R | V | Punkte  | Partien       |
| 1     | Rani Hamid            | 3 | 1 | 7 | 3,5     | 11            |
| 2     | Seyda Shabana Parveen | 4 | 3 | 4 | 5,5     | 11            |
| 3     | Zakia Sultana         | 5 | 7 | 1 | 8,5     | 13            |
| R     | Afroza Khanam         | 4 | 0 | 3 | 4       | 7             |

### 42. Finnland
| Platz | Land           | G | R | V | Brettp. | Mannschaftsp. |
| ----- | -------------- | - | - | - | ------- | ------------- |
| 42    | Finnland       | 4 | 5 | 5 | 21      | 13            |
| Brett | Spielerin      | G | R | V | Punkte  | Partien       |
| 1     | Niina Koskela  | 6 | 6 | 2 | 9       | 14            |
| 2     | Tanja Rantanen | 5 | 2 | 5 | 6       | 12            |
| 3     | Heini Puuska   | 2 | 3 | 6 | 3,5     | 11            |
| R     | Päivi Walta    | 2 | 1 | 2 | 2,5     | 5             |

### 43. Estland
| Platz | Land               | G | R | V | Brettp. | Mannschaftsp. |
| ----- | ------------------ | - | - | - | ------- | ------------- |
| 43    | Estland            | 5 | 2 | 7 | 21      | 12            |
| Brett | Spielerin          | G | R | V | Punkte  | Partien       |
| 1     | Tatjana Fomina     | 5 | 1 | 7 | 5,5     | 13            |
| 2     | Leili Pärnpuu      | 6 | 7 | 0 | 9,5     | 13            |
| 3     | Viktoria Baškite   | 4 | 2 | 6 | 5       | 12            |
| R     | Margit Brokko-Olde | 1 | 0 | 3 | 1       | 4             |

### 44. Norwegen
| Platz | Land             | G | R | V | Brettp. | Mannschaftsp. |
| ----- | ---------------- | - | - | - | ------- | ------------- |
| 44    | Norwegen         | 6 | 2 | 6 | 21      | 14            |
| Brett | Spielerin        | G | R | V | Punkte  | Partien       |
| 1     | Ellen Hagesæther | 5 | 2 | 6 | 6       | 13            |
| 2     | Silje Bjerke     | 2 | 5 | 4 | 4,5     | 11            |
| 3     | Sylvia Johnsen   | 6 | 1 | 5 | 6,5     | 12            |
| R     | Marte Egeland    | 3 | 2 | 1 | 4       | 6             |

### 45. Slowenien C
| Platz | Land                | G | R | V | Brettp. | Mannschaftsp. |
| ----- | ------------------- | - | - | - | ------- | ------------- |
| 45    | Slowenien C         | 3 | 5 | 6 | 21      | 11            |
| Brett | Spielerin           | G | R | V | Punkte  | Partien       |
| 1     | Milka Ankerst       | 2 | 3 | 6 | 3,5     | 11            |
| 2     | Narcisa Mihevc-Mohr | 6 | 0 | 4 | 6       | 10            |
| 3     | Lea Števanec        | 4 | 2 | 4 | 5       | 10            |
| R     | Karmen Orel         | 5 | 3 | 3 | 6,5     | 11            |

### 46. Kolumbien
| Platz | Land           | G | R | V | Brettp. | Mannschaftsp. |
| ----- | -------------- | - | - | - | ------- | ------------- |
| 46    | Kolumbien      | 8 | 0 | 6 | 21      | 16            |
| Brett | Spielerin      | G | R | V | Punkte  | Partien       |
| 1     | Maricela Palao | 6 | 2 | 6 | 7       | 14            |
| 2     | Nadya Ortiz    | 6 | 2 | 6 | 7       | 14            |
| 3     | Ingris Rivera  | 5 | 4 | 5 | 7       | 14            |

Die Ersatzspielerin Sandra Gelves Tarazona wurde im Turnierverlauf nicht eingesetzt. 

### 47. Mexiko
| Platz | Land                         | G | R | V | Brettp. | Mannschaftsp. |
| ----- | ---------------------------- | - | - | - | ------- | ------------- |
| 47    | Mexiko                       | 6 | 3 | 5 | 21      | 15            |
| Brett | Spielerin                    | G | R | V | Punkte  | Partien       |
| 1     | Yadira Hernández Guerrero    | 4 | 3 | 4 | 5,5     | 11            |
| 2     | Alejandra Guerrero Rodríguez | 4 | 4 | 3 | 6       | 11            |
| 3     | Edith Xio Mara García García | 4 | 5 | 2 | 6,5     | 11            |
| R     | Claudinelly Ancheyta Tejas   | 3 | 0 | 6 | 3       | 9             |

### 48. Singapur
| Platz | Land              | G | R | V | Brettp. | Mannschaftsp. |
| ----- | ----------------- | - | - | - | ------- | ------------- |
| 48    | Singapur          | 5 | 4 | 5 | 21      | 14            |
| Brett | Spielerin         | G | R | V | Punkte  | Partien       |
| 1     | Sanja Petronic    | 6 | 2 | 5 | 7       | 13            |
| 2     | Xu Yaping         | 6 | 2 | 4 | 7       | 12            |
| 3     | Liu Yang          | 4 | 1 | 3 | 4,5     | 8             |
| R     | Jeslin Tay Li Jin | 1 | 3 | 5 | 2,5     | 9             |

### 49. Kirgisistan
| Platz | Land                 | G | R | V | Brettp. | Mannschaftsp. |
| ----- | -------------------- | - | - | - | ------- | ------------- |
| 49    | Kirgisistan          | 8 | 0 | 6 | 21      | 16            |
| Brett | Spielerin            | G | R | V | Punkte  | Partien       |
| 1     | Irina Ostry          | 4 | 1 | 5 | 4,5     | 10            |
| 2     | Tatiana Korsakova    | 2 | 2 | 4 | 3       | 8             |
| 3     | Alexandra Samaganova | 5 | 4 | 3 | 7       | 12            |
| R     | Janyl Tilenbaeva     | 5 | 3 | 4 | 6,5     | 12            |

### 50. Österreich
| Platz | Land                    | G | R | V | Brettp. | Mannschaftsp. |
| ----- | ----------------------- | - | - | - | ------- | ------------- |
| 50    | Österreich              | 6 | 2 | 6 | 21      | 14            |
| Brett | Spielerin               | G | R | V | Punkte  | Partien       |
| 1     | Helene Mira             | 5 | 1 | 5 | 5,5     | 11            |
| 2     | Sonja Sommer            | 3 | 1 | 7 | 3,5     | 11            |
| 3     | Maria Horvath           | 4 | 2 | 4 | 5       | 10            |
| R     | Anna-Christina Kopinits | 6 | 2 | 2 | 7       | 10            |

### 51. Türkei
| Platz | Land                        | G | R | V | Brettp. | Mannschaftsp. |
| ----- | --------------------------- | - | - | - | ------- | ------------- |
| 51    | Türkei                      | 6 | 3 | 5 | 21      | 15            |
| Brett | Spielerin                   | G | R | V | Punkte  | Partien       |
| 1     | Betül Cemre Yıldız Kadıoğlu | 3 | 3 | 5 | 4,5     | 11            |
| 2     | Aslı Bayrak                 | 3 | 1 | 5 | 3,5     | 9             |
| 3     | Nilüfer Çınar Çorlulu       | 5 | 2 | 4 | 6       | 11            |
| R     | Serap Keskin                | 7 | 0 | 4 | 7       | 11            |

### 52. Dänemark
| Platz | Land               | G | R | V | Brettp. | Mannschaftsp. |
| ----- | ------------------ | - | - | - | ------- | ------------- |
| 52    | Dänemark           | 4 | 3 | 7 | 20,5    | 11            |
| Brett | Spielerin          | G | R | V | Punkte  | Partien       |
| 1     | Nina Høiberg       | 2 | 3 | 4 | 3,5     | 9             |
| 2     | Oksana Vovk        | 6 | 4 | 3 | 8       | 13            |
| 3     | Louise Fredericia  | 5 | 1 | 2 | 5,5     | 8             |
| R     | Anne Bekker-Jensen | 2 | 3 | 7 | 3,5     | 12            |

### 53. Venezuela
| Platz | Land                          | G | R | V | Brettp. | Mannschaftsp. |
| ----- | ----------------------------- | - | - | - | ------- | ------------- |
| 53    | Venezuela                     | 6 | 2 | 6 | 20,5    | 14            |
| Brett | Spielerin                     | G | R | V | Punkte  | Partien       |
| 1     | Sarai Sanchez Castillo        | 5 | 1 | 6 | 5,5     | 12            |
| 2     | Maria Carolina Blanco Acevedo | 3 | 1 | 6 | 3,5     | 10            |
| 3     | Josefina Martinez Aleidi      | 5 | 4 | 2 | 7       | 11            |
| R     | Aliris Sánchez Gonzalez       | 2 | 5 | 2 | 4,5     | 9             |

Venezuela gewann in der ersten Runde kampflos gegen die nicht eingetroffene Mannschaft aus Afghanistan. Das Ergebnis ist in der Gesamtbilanz und den Einzelbilanzen der drei Stammspielerinnen berücksichtigt.

### 54. Slowenien B
| Platz | Land          | G | R | V | Brettp. | Mannschaftsp. |
| ----- | ------------- | - | - | - | ------- | ------------- |
| 54    | Slowenien B   | 5 | 3 | 6 | 20,5    | 13            |
| Brett | Spielerin     | G | R | V | Punkte  | Partien       |
| 1     | Vesna Rožič   | 6 | 1 | 5 | 6,5     | 12            |
| 2     | Karmen Mar    | 5 | 3 | 5 | 6,5     | 13            |
| 3     | Ksenija Novak | 4 | 5 | 4 | 6,5     | 13            |
| R     | Veronika Hari | 1 | 0 | 3 | 1       | 4             |

### 55. Schottland
| Platz | Land           | G | R | V | Brettp. | Mannschaftsp. |
| ----- | -------------- | - | - | - | ------- | ------------- |
| 55    | Schottland     | 5 | 3 | 6 | 20,5    | 13            |
| Brett | Spielerin      | G | R | V | Punkte  | Partien       |
| 1     | Helen Milligan | 2 | 6 | 4 | 5       | 12            |
| 2     | Carey Wilman   | 4 | 1 | 6 | 4,5     | 11            |
| 3     | Heather Lang   | 5 | 4 | 1 | 7       | 10            |
| R     | Louise MacNab  | 2 | 4 | 3 | 4       | 9             |

### 56. Brasilien
| Platz | Land           | G | R | V | Brettp. | Mannschaftsp. |
| ----- | -------------- | - | - | - | ------- | ------------- |
| 56    | Brasilien      | 6 | 2 | 6 | 20,5    | 14            |
| Brett | Spielerin      | G | R | V | Punkte  | Partien       |
| 1     | Suzana Chang   | 2 | 6 | 4 | 5       | 12            |
| 2     | Tatiana Duarte | 5 | 1 | 5 | 5,5     | 11            |
| 3     | Joara Chaves   | 5 | 3 | 3 | 6,5     | 11            |
| R     | Iara Santana   | 3 | 1 | 4 | 3,5     | 8             |

### 57. Peru
| Platz | Land                    | G | R | V | Brettp. | Mannschaftsp. |
| ----- | ----------------------- | - | - | - | ------- | ------------- |
| 57    | Peru                    | 4 | 3 | 7 | 20      | 11            |
| Brett | Spielerin               | G | R | V | Punkte  | Partien       |
| 1     | Karen Zapata            | 4 | 4 | 4 | 6       | 12            |
| 2     | Luciana Morales Mendoza | 1 | 5 | 6 | 3,5     | 12            |
| 3     | Miryam Calle Soto       | 6 | 4 | 4 | 8       | 14            |
| R     | Estefany Esplana Huamán | 2 | 1 | 1 | 2,5     | 4             |

### 58. Kanada
| Platz | Land             | G | R | V | Brettp. | Mannschaftsp. |
| ----- | ---------------- | - | - | - | ------- | ------------- |
| 58    | Kanada           | 6 | 1 | 7 | 20      | 13            |
| Brett | Spielerin        | G | R | V | Punkte  | Partien       |
| 1     | Nava Starr       | 5 | 1 | 5 | 5,5     | 11            |
| 2     | Dina Kagramanov  | 6 | 3 | 3 | 7,5     | 12            |
| 3     | Dinara Khaziyeva | 2 | 4 | 4 | 4       | 10            |
| R     | Amanda Benggawan | 2 | 2 | 5 | 3       | 9             |

### 59. Mazedonien
| Platz | Land                | G | R | V | Brettp. | Mannschaftsp. |
| ----- | ------------------- | - | - | - | ------- | ------------- |
| 59    | Mazedonien          | 4 | 2 | 8 | 20      | 10            |
| Brett | Spielerin           | G | R | V | Punkte  | Partien       |
| 1     | Gabriela Koskoska   | 6 | 2 | 5 | 7       | 13            |
| 2     | Vesna Sekulovska    | 5 | 3 | 4 | 6,5     | 12            |
| 3     | Aleksandra Janevska | 3 | 2 | 6 | 4       | 11            |
| R     | Sanja Stoilkovska   | 2 | 1 | 3 | 2,5     | 6             |

### 60. IBCA
| Platz | Land                     | G | R | V | Brettp. | Mannschaftsp. |
| ----- | ------------------------ | - | - | - | ------- | ------------- |
| 60    | IBCA                     | 5 | 2 | 7 | 20      | 12            |
| Brett | Spielerin                | G | R | V | Punkte  | Partien       |
| 1     | Liubov Lysenko-Zhyltsova | 7 | 3 | 4 | 8,5     | 14            |
| 2     | Annemarie Maeckelbergh   | 3 | 2 | 4 | 4       | 9             |
| 3     | Anna Stolarczyk          | 2 | 3 | 5 | 3,5     | 10            |
| R     | Teresa Dębowska          | 3 | 2 | 4 | 4       | 9             |

### 61. Wales
| Platz | Land                | G | R | V | Brettp. | Mannschaftsp. |
| ----- | ------------------- | - | - | - | ------- | ------------- |
| 61    | Wales               | 5 | 2 | 7 | 20      | 12            |
| Brett | Spielerin           | G | R | V | Punkte  | Partien       |
| 1     | Deborah Evans-Quek  | 3 | 1 | 7 | 3,5     | 11            |
| 2     | Annie Powell        | 3 | 6 | 3 | 6       | 12            |
| 3     | Catherine Griffiths | 6 | 3 | 3 | 7,5     | 12            |
| R     | Susan Blackburn     | 3 | 0 | 4 | 3       | 7             |

### 62. Malaysia
| Platz | Land                 | G | R | V | Brettp. | Mannschaftsp. |
| ----- | -------------------- | - | - | - | ------- | ------------- |
| 62    | Malaysia             | 5 | 3 | 6 | 20      | 13            |
| Brett | Spielerin            | G | R | V | Punkte  | Partien       |
| 1     | Siti Zulaikha Foudzi | 2 | 8 | 2 | 6       | 12            |
| 2     | Jean Nie Lim         | 5 | 2 | 5 | 6       | 12            |
| 3     | Eliza Hanim Ibrahim  | 3 | 4 | 4 | 5       | 11            |
| R     | Lim Han Ying         | 2 | 2 | 3 | 3       | 7             |

### 63. Albanien
| Platz | Land                | G | R | V | Brettp. | Mannschaftsp. |
| ----- | ------------------- | - | - | - | ------- | ------------- |
| 63    | Albanien            | 6 | 2 | 6 | 20      | 14            |
| Brett | Spielerin           | G | R | V | Punkte  | Partien       |
| 1     | Arta Driza          | 5 | 2 | 6 | 6       | 13            |
| 2     | Rozana Çima         | 6 | 5 | 3 | 8,5     | 14            |
| 3     | Roela Pasku         | 3 | 3 | 5 | 4,5     | 11            |
| R     | Esmeralda Babamusta | 1 | 0 | 3 | 1       | 4             |

### 64. Philippinen
| Platz | Land                | G | R | V | Brettp. | Mannschaftsp. |
| ----- | ------------------- | - | - | - | ------- | ------------- |
| 64    | Philippinen         | 5 | 2 | 7 | 19,5    | 12            |
| Brett | Spielerin           | G | R | V | Punkte  | Partien       |
| 1     | Arianne Caoili      | 7 | 1 | 5 | 7,5     | 13            |
| 2     | Beverly Mendoza     | 5 | 4 | 4 | 7       | 13            |
| 3     | Sherrie Joy Lomibao | 3 | 3 | 5 | 4,5     | 11            |
| R     | Kathryn Ann Cruz    | 0 | 1 | 4 | 0,5     | 5             |

### 65. Sri Lanka
| Platz | Land                 | G | R | V | Brettp. | Mannschaftsp. |
| ----- | -------------------- | - | - | - | ------- | ------------- |
| 65    | Sri Lanka            | 7 | 1 | 6 | 19,5    | 15            |
| Brett | Spielerin            | G | R | V | Punkte  | Partien       |
| 1     | Vineetha Wijesuriya  | 2 | 5 | 5 | 4,5     | 12            |
| 2     | Ayodhya Liyanagedara | 2 | 2 | 5 | 3       | 9             |
| 3     | Mahawaththa Thushari | 3 | 2 | 5 | 4       | 10            |
| R     | Chandima Wijewardana | 8 | 0 | 3 | 8       | 11            |

### 66. Island
| Platz | Land                          | G | R | V | Brettp. | Mannschaftsp. |
| ----- | ----------------------------- | - | - | - | ------- | ------------- |
| 66    | Island                        | 5 | 1 | 8 | 19      | 11            |
| Brett | Spielerin                     | G | R | V | Punkte  | Partien       |
| 1     | Guðfríður Lilja Grétarsdóttir | 5 | 2 | 6 | 6       | 13            |
| 2     | Harpa Ingólfsdóttir           | 6 | 2 | 5 | 7       | 13            |
| 3     | Aldís Rún Lárusdóttir         | 4 | 4 | 5 | 6       | 13            |
| R     | Anna Björg Þorgrímsdóttir     | 0 | 0 | 3 | 0       | 3             |

### 67. Algerien
| Platz | Land           | G | R | V | Brettp. | Mannschaftsp. |
| ----- | -------------- | - | - | - | ------- | ------------- |
| 67    | Algerien       | 5 | 1 | 8 | 19      | 11            |
| Brett | Spielerin      | G | R | V | Punkte  | Partien       |
| 1     | Amina Mezioud  | 2 | 3 | 6 | 3,5     | 11            |
| 2     | Asma Houli     | 4 | 5 | 4 | 6,5     | 13            |
| 3     | Farida Arouche | 3 | 8 | 2 | 7       | 13            |
| R     | Wissam Toubal  | 1 | 2 | 2 | 2       | 5             |

### 68. Barbados
| Platz | Land              | G | R | V | Brettp. | Mannschaftsp. |
| ----- | ----------------- | - | - | - | ------- | ------------- |
| 68    | Barbados          | 5 | 3 | 6 | 19      | 13            |
| Brett | Spielerin         | G | R | V | Punkte  | Partien       |
| 1     | Nathaly Greenidge | 6 | 4 | 3 | 8       | 13            |
| 2     | Rashida Corbin    | 1 | 5 | 6 | 3,5     | 12            |
| 3     | Rashaana Blenman  | 6 | 3 | 4 | 7,5     | 13            |
| R     | Margaret Prince   | 0 | 0 | 4 | 0       | 4             |

### 69. Südafrika
| Platz | Land                 | G | R | V | Brettp. | Mannschaftsp. |
| ----- | -------------------- | - | - | - | ------- | ------------- |
| 69    | Südafrika            | 5 | 2 | 7 | 18,5    | 12            |
| Brett | Spielerin            | G | R | V | Punkte  | Partien       |
| 1     | Cecile van der Merwe | 5 | 3 | 4 | 6,5     | 12            |
| 2     | Mignon Pretorius     | 2 | 4 | 5 | 4       | 11            |
| 3     | Chrisna Neethling    | 0 | 1 | 6 | 0,5     | 7             |
| R     | Claire Bleazard      | 6 | 3 | 3 | 7,5     | 12            |

### 70. Irak
| Platz | Land                  | G | R | V | Brettp. | Mannschaftsp. |
| ----- | --------------------- | - | - | - | ------- | ------------- |
| 70    | Irak                  | 5 | 1 | 8 | 18,5    | 11            |
| Brett | Spielerin             | G | R | V | Punkte  | Partien       |
| 1     | Raneen Sabah Moslem   | 3 | 4 | 7 | 5       | 14            |
| 2     | Jannar Worya Mohammed | 3 | 5 | 5 | 5,5     | 13            |
| 3     | Dalia S. Ameen        | 1 | 0 | 2 | 1       | 3             |
| R     | Khatozen Muhamed      | 5 | 4 | 3 | 7       | 12            |

### 71. Italien
| Platz | Land                 | G | R | V | Brettp. | Mannschaftsp. |
| ----- | -------------------- | - | - | - | ------- | ------------- |
| 71    | Italien              | 4 | 3 | 7 | 18      | 11            |
| Brett | Spielerin            | G | R | V | Punkte  | Partien       |
| 1     | Laura Costantini     | 3 | 3 | 5 | 4,5     | 11            |
| 2     | Eleonora Ambrosi     | 4 | 4 | 3 | 6       | 11            |
| 3     | Maria Teresa Arnetta | 2 | 2 | 6 | 3       | 10            |
| R     | Sonia Sirletti       | 2 | 5 | 3 | 4,5     | 10            |

### 72. Dominikanische Republik
| Platz | Land                    | G | R | V | Brettp. | Mannschaftsp. |
| ----- | ----------------------- | - | - | - | ------- | ------------- |
| 72    | Dominikanische Republik | 6 | 0 | 8 | 18      | 12            |
| Brett | Spielerin               | G | R | V | Punkte  | Partien       |
| 1     | Eneida Pérez            | 5 | 3 | 5 | 6,5     | 13            |
| 2     | Keyla José Polanco      | 2 | 1 | 5 | 2,5     | 8             |
| 3     | Dorisbel Muñoz          | 4 | 0 | 6 | 4       | 10            |
| R     | Ariella Adames Rojas    | 5 | 0 | 6 | 5       | 11            |

### 73. IPCA
| Platz | Land              | G | R | V | Brettp. | Mannschaftsp. |
| ----- | ----------------- | - | - | - | ------- | ------------- |
| 73    | IPCA              | 5 | 2 | 7 | 18      | 12            |
| Brett | Spielerin         | G | R | V | Punkte  | Partien       |
| 1     | Galina Shliahtich | 5 | 2 | 5 | 6       | 12            |
| 2     | Ivana Tallová     | 4 | 2 | 6 | 5       | 12            |
| 3     | Galina Melnik     | 4 | 1 | 7 | 4,5     | 12            |
| R     | Antonina Korelowa | 2 | 1 | 3 | 2,5     | 6             |

Die Mannschaft gewann in der ersten Runde kampflos gegen die nicht eingetroffenen Tunesierinnen. Das Ergebnis ist in der Gesamtbilanz und den Einzelbilanzen der drei Stammspielerinnen berücksichtigt.

### 74. Costa Rica
| Platz | Land                 | G | R | V | Brettp. | Mannschaftsp. |
| ----- | -------------------- | - | - | - | ------- | ------------- |
| 74    | Costa Rica           | 4 | 4 | 6 | 18      | 12            |
| Brett | Spielerin            | G | R | V | Punkte  | Partien       |
| 1     | Sofia Lowsky         | 0 | 6 | 8 | 3       | 14            |
| 2     | Carla da Boso Solano | 6 | 3 | 5 | 7,5     | 14            |
| 3     | Eva Gonzáles         | 6 | 3 | 5 | 7,5     | 14            |

### 75. Libanon
| Platz | Land              | G | R | V | Brettp. | Mannschaftsp. |
| ----- | ----------------- | - | - | - | ------- | ------------- |
| 75    | Libanon           | 6 | 1 | 7 | 18      | 13            |
| Brett | Spielerin         | G | R | V | Punkte  | Partien       |
| 1     | Knarik Mouradian  | 6 | 4 | 2 | 8       | 12            |
| 2     | Suzanne Mouradian | 5 | 1 | 6 | 5,5     | 12            |
| 3     | Youmna Makhlouf   | 2 | 2 | 6 | 3       | 10            |
| R     | Sara Torbey       | 1 | 1 | 6 | 1,5     | 8             |

### 76. Irland
| Platz | Land                   | G | R | V | Brettp. | Mannschaftsp. |
| ----- | ---------------------- | - | - | - | ------- | ------------- |
| 76    | Irland                 | 3 | 3 | 8 | 18      | 9             |
| Brett | Spielerin              | G | R | V | Punkte  | Partien       |
| 1     | Suzanne Connolly       | 2 | 9 | 2 | 6,5     | 13            |
| 2     | Deborah Quinn          | 3 | 3 | 4 | 4,5     | 10            |
| 3     | Gearoidin Ui Laighleis | 3 | 2 | 5 | 4       | 10            |
| R     | Elizabeth Shaughnessy  | 2 | 2 | 5 | 3       | 9             |

### 77. Puerto Rico
| Platz | Land                         | G | R | V | Brettp. | Mannschaftsp. |
| ----- | ---------------------------- | - | - | - | ------- | ------------- |
| 77    | Puerto Rico                  | 4 | 3 | 7 | 18      | 11            |
| Brett | Spielerin                    | G | R | V | Punkte  | Partien       |
| 1     | Joyce Lee Martorell Martínez | 2 | 1 | 7 | 2,5     | 10            |
| 2     | Chrissy Lynn Oquendo Serrano | 4 | 3 | 5 | 5,5     | 12            |
| 3     | Miriam Basem-Hassan          | 5 | 2 | 4 | 6       | 11            |
| R     | Natiska Martínez             | 3 | 2 | 4 | 4       | 9             |

### 78. Jamaika
| Platz | Land             | G | R | V | Brettp. | Mannschaftsp. |
| ----- | ---------------- | - | - | - | ------- | ------------- |
| 78    | Jamaika          | 4 | 3 | 7 | 18      | 11            |
| Brett | Spielerin        | G | R | V | Punkte  | Partien       |
| 1     | Maria Palmer     | 4 | 3 | 4 | 5,5     | 11            |
| 2     | Deborah Richards | 3 | 1 | 7 | 3,5     | 11            |
| 3     | Zhu Hui          | 5 | 0 | 5 | 5       | 10            |
| R     | Vanessa Thomas   | 3 | 2 | 5 | 4       | 10            |

### 79. Luxemburg
| Platz | Land                        | G | R | V | Brettp. | Mannschaftsp. |
| ----- | --------------------------- | - | - | - | ------- | ------------- |
| 79    | Luxemburg                   | 4 | 1 | 9 | 17,5    | 9             |
| Brett | Spielerin                   | G | R | V | Punkte  | Partien       |
| 1     | Grazyna Bakalarz            | 7 | 3 | 4 | 8,5     | 14            |
| 2     | Fiona Steil-Antoni          | 3 | 3 | 8 | 4,5     | 14            |
| 3     | Clementine Conrardy-Janssen | 2 | 5 | 7 | 4,5     | 14            |

Die Ersatzspielerin Micheline Dohm wurde im Turnierverlauf nicht eingesetzt. 

### 80. ICSC
| Platz | Land                | G | R | V | Brettp. | Mannschaftsp. |
| ----- | ------------------- | - | - | - | ------- | ------------- |
| 80    | ICSC                | 4 | 1 | 9 | 17,5    | 9             |
| Brett | Spielerin           | G | R | V | Punkte  | Partien       |
| 1     | Ludmila Rossinskaya | 0 | 5 | 5 | 2,5     | 10            |
| 2     | Svetlana Gonchar    | 1 | 4 | 6 | 3       | 11            |
| 3     | Anna Rývová         | 2 | 7 | 2 | 5,5     | 11            |
| R     | Olga Nazarova       | 5 | 3 | 2 | 6,5     | 10            |

### 81. Brunei
| Platz | Land                   | G | R | V | Brettp. | Mannschaftsp. |
| ----- | ---------------------- | - | - | - | ------- | ------------- |
| 81    | Brunei                 | 5 | 4 | 5 | 17,5    | 14            |
| Brett | Spielerin              | G | R | V | Punkte  | Partien       |
| 1     | Dk Qalila Pg Mohd Omar | 2 | 8 | 4 | 6       | 14            |
| 2     | Atiyah Zainal Farah    | 5 | 3 | 5 | 6,5     | 13            |
| 3     | Leong Wei Zhen         | 1 | 2 | 5 | 2       | 8             |
| R     | Dk Nadiah Pg Khashiem  | 3 | 0 | 4 | 3       | 7             |

### 82. Chile
| Platz | Land                    | G | R | V | Brettp. | Mannschaftsp. |
| ----- | ----------------------- | - | - | - | ------- | ------------- |
| 82    | Chile                   | 4 | 1 | 9 | 17      | 9             |
| Brett | Spielerin               | G | R | V | Punkte  | Partien       |
| 1     | Paula Reyes Jara        | 3 | 4 | 5 | 5       | 12            |
| 2     | Marisel Cáceres         | 2 | 6 | 4 | 5       | 12            |
| 3     | Delenis Berrios Jiménez | 2 | 3 | 4 | 3,5     | 9             |
| R     | Genara Díaz             | 3 | 1 | 5 | 3,5     | 9             |

### 83. Simbabwe
| Platz | Land             | G | R | V | Brettp. | Mannschaftsp. |
| ----- | ---------------- | - | - | - | ------- | ------------- |
| 83    | Simbabwe         | 3 | 3 | 8 | 17      | 9             |
| Brett | Spielerin        | G | R | V | Punkte  | Partien       |
| 1     | Abigail Mangarai | 5 | 4 | 5 | 7       | 14            |
| 2     | Tiritoga Makumbe | 4 | 4 | 6 | 6       | 14            |
| 3     | Wadzanai Makumbe | 2 | 4 | 8 | 4       | 14            |

### 84. Nigeria
| Platz | Land              | G | R | V | Brettp. | Mannschaftsp. |
| ----- | ----------------- | - | - | - | ------- | ------------- |
| 84    | Nigeria           | 6 | 2 | 5 | 16,5    | 14            |
| Brett | Spielerin         | G | R | V | Punkte  | Partien       |
| 1     | Kemi Teru         | 3 | 1 | 5 | 3,5     | 9             |
| 2     | Pauline Glewis    | 4 | 1 | 5 | 4,5     | 10            |
| 3     | Rosemary Amadasun | 4 | 2 | 5 | 5       | 11            |
| R     | Bimbo Edunwale    | 3 | 1 | 5 | 3,5     | 9             |

Die Mannschaft nahm das Turnier erst mit der zweiten Runde auf. Alle Ergebnisse verstehen sich aus 13 Wettkämpfen.

### 85. Botswana
| Platz | Land                | G | R | V | Brettp. | Mannschaftsp. |
| ----- | ------------------- | - | - | - | ------- | ------------- |
| 85    | Botswana            | 3 | 3 | 8 | 15,5    | 9             |
| Brett | Spielerin           | G | R | V | Punkte  | Partien       |
| 1     | Keitumetse Mokgacha | 2 | 4 | 6 | 4       | 12            |
| 2     | Tshepiso Lopang     | 3 | 2 | 7 | 4       | 12            |
| 3     | Betty Puthego       | 0 | 2 | 8 | 1       | 10            |
| R     | Boikhutso Mudongo   | 6 | 1 | 1 | 6,5     | 8             |

### 86. Neuseeland
| Platz | Land             | G | R | V | Brettp. | Mannschaftsp. |
| ----- | ---------------- | - | - | - | ------- | ------------- |
| 86    | Neuseeland       | 2 | 4 | 8 | 15      | 8             |
| Brett | Spielerin        | G | R | V | Punkte  | Partien       |
| 1     | Vivian Smith     | 2 | 5 | 5 | 4,5     | 12            |
| 2     | Edith Otene      | 3 | 1 | 8 | 3,5     | 12            |
| 3     | Evgenia Charmova | 4 | 3 | 4 | 5,5     | 11            |
| R     | Sue Maroroa      | 1 | 1 | 5 | 1,5     | 7             |

### 87. Japan
| Platz | Land            | G | R | V | Brettp. | Mannschaftsp. |
| ----- | --------------- | - | - | - | ------- | ------------- |
| 87    | Japan           | 3 | 3 | 8 | 14      | 9             |
| Brett | Spielerin       | G | R | V | Punkte  | Partien       |
| 1     | Miyoko Watai    | 3 | 7 | 3 | 6,5     | 13            |
| 2     | Emiko Nakagawa  | 3 | 5 | 6 | 5,5     | 14            |
| 3     | Akemi Matsuo    | 1 | 2 | 7 | 2       | 10            |
| R     | Kiyomi Tsuruoka | 0 | 0 | 5 | 0       | 5             |

### 88. Angola
| Platz | Land           | G | R | V | Brettp. | Mannschaftsp. |
| ----- | -------------- | - | - | - | ------- | ------------- |
| 88    | Angola         | 3 | 3 | 8 | 14      | 9             |
| Brett | Spielerin      | G | R | V | Punkte  | Partien       |
| 1     | Eduarda Duarte | 2 | 1 | 8 | 2,5     | 11            |
| 2     | Nair Mendes    | 3 | 4 | 6 | 5       | 13            |
| 3     | Flora Afonso   | 3 | 3 | 6 | 4,5     | 12            |
| R     | Edna Gomes     | 2 | 0 | 4 | 2       | 6             |

### 89. Sambia
| Platz | Land             | G | R | V | Brettp. | Mannschaftsp. |
| ----- | ---------------- | - | - | - | ------- | ------------- |
| 89    | Sambia           | 1 | 5 | 8 | 13      | 7             |
| Brett | Spielerin        | G | R | V | Punkte  | Partien       |
| 1     | Elizabeth Mutale | 1 | 3 | 7 | 2,5     | 11            |
| 2     | Linda Nangwale   | 4 | 2 | 7 | 5       | 13            |
| 3     | Jita Kafumbwe    | 0 | 1 | 8 | 0,5     | 9             |
| R     | Mumba Chilufya   | 4 | 2 | 3 | 5       | 9             |

### 90. Jemen
| Platz | Land               | G | R | V  | Brettp. | Mannschaftsp. |
| ----- | ------------------ | - | - | -- | ------- | ------------- |
| 90    | Jemen              | 0 | 2 | 11 | 8       | 4             |
| Brett | Spielerin          | G | R | V  | Punkte  | Partien       |
| 1     | Antsour Mohammed   | 0 | 1 | 0  | 0,5     | 1             |
| 2     | Buthaina Al-Gurshi | 0 | 2 | 11 | 1       | 13            |
| 3     | Merfat Nasher Saed | 1 | 0 | 12 | 1       | 13            |
| R     | Nadhmia Othman     | 3 | 2 | 07 | 4       | 12            |

Die Mannschaft erhielt in der ersten Runde ein Freilos, welches mit 2 Mannschafts- und 1,5 Brettpunkten bewertet wurde.